# Amatér
Amatér (franc. amateur [amatör], milovník; pův. z lat. amator, milovník od amare milovat) je ten, kdo se věnuje něčemu (umění, vědě, technice, sportu aj.) ze záliby, ne z povolání (opakem je profesionál).
Člověk, který určitou činnost dělá ze zájmu ve svém volném čase, nikoli jako zaměstnání (profesionálně) – ať již proto, že je činnost jeho koníčkem (hobby), nebo proto, že by ho činnost v dané společnosti neuživila (viz např. Henri Rousseau, původní povolání řady českých zpěváků populární hudby – Lucie Bílá, Waldemar Matuška, Marta Kubišová, Karel Gott aj.).
Být amatér neznamená být laik (neodborník, člověk neškolený v určitém oboru). Amatér může být v daném oboru odborníkem (vzděláním, praxí, obojím), může být autodidakt, a přesto oceňován profesionály atp. (Heinrich Schliemann, Henri Rousseau aj., obecně řada sběratelů-entomologů aj.). Stejně tak může svou amatérskou aktivitu profesionalizovat (optimálně postupným zdokonalováním a souvis. zájmem trhu, ovšem proces přeměny amatéra v profesionála nemusí být přijímán jako pozitivní sociální jev, protože bývá spojen s komercializací příslušné činnosti, např. přeměna sportovců, sběratelů umění aj. v profesionály).

## Příklady
- amatérský sportovec (Před rokem 1989 museli být v Československu všichni sportovci amatéry. V praxi to znamenalo, že museli být oficiálně zaměstnáni. Někteří se stali vojáky z povolání, a tedy členy tělovýchovné jednoty Dukla.)
- radioamatér
- amatérský speleolog (podle nich byla např. pojmenována i Amatérská jeskyně v Moravském krasu)
- ochotník – amatérský divadelní herec
- amatérský meteorolog (meteoamatér)
- amatérský astronom
- amatérský fotograf

## Další význam
Podle ASCS má pojem „amatér“ i druhý význam – amatérem lze pejorativně nazvat člověka, který „neovládá dokonale nějakou odbornou činnost“.